# 因德日赫赫拉德茨圣三柱
因德日赫赫拉德茨圣三柱（Sloup se sousoším Nejsvětější Trojice）是一根瘟疫柱，位于捷克因德日赫赫拉德茨的和平广场（náměstí Míru），柱高20米，建于1764年至1766年，自1958年列为保护文物。
雕塑为巴洛克风格，作者可能是马图什·斯特拉乔夫斯克（1725-1774）。出资者是邮政局长恩德·约瑟夫·拜尔（1708-1778）。1766年11月30日由教务长西蒙·安东宁·扬德拉祝圣，塞尔宁伯爵出席。
柱子是由花岗岩块制成。平面为三角形，象征天主圣三。柱顶是圣三雕像。最顶端是一只金色的鸽子，代表圣神（圣灵）。父神和子神一起戴着金色的冠冕，为他们下面的圣母玛利亚加冕。
顶部场景下方，是总领天使弥额尔和另外两位天使的雕像。
柱子的下部分为三层，有九位圣人的塑像。底层还有三个壁龛，分别为圣洛沙利亚、圣亚纳与圣母玛利亚，以及圣若瑟与耶稣。拱形飞檐上方是三超德的象征：心象征“爱德”，锚象征“望德”，而十字架象征“信德”。

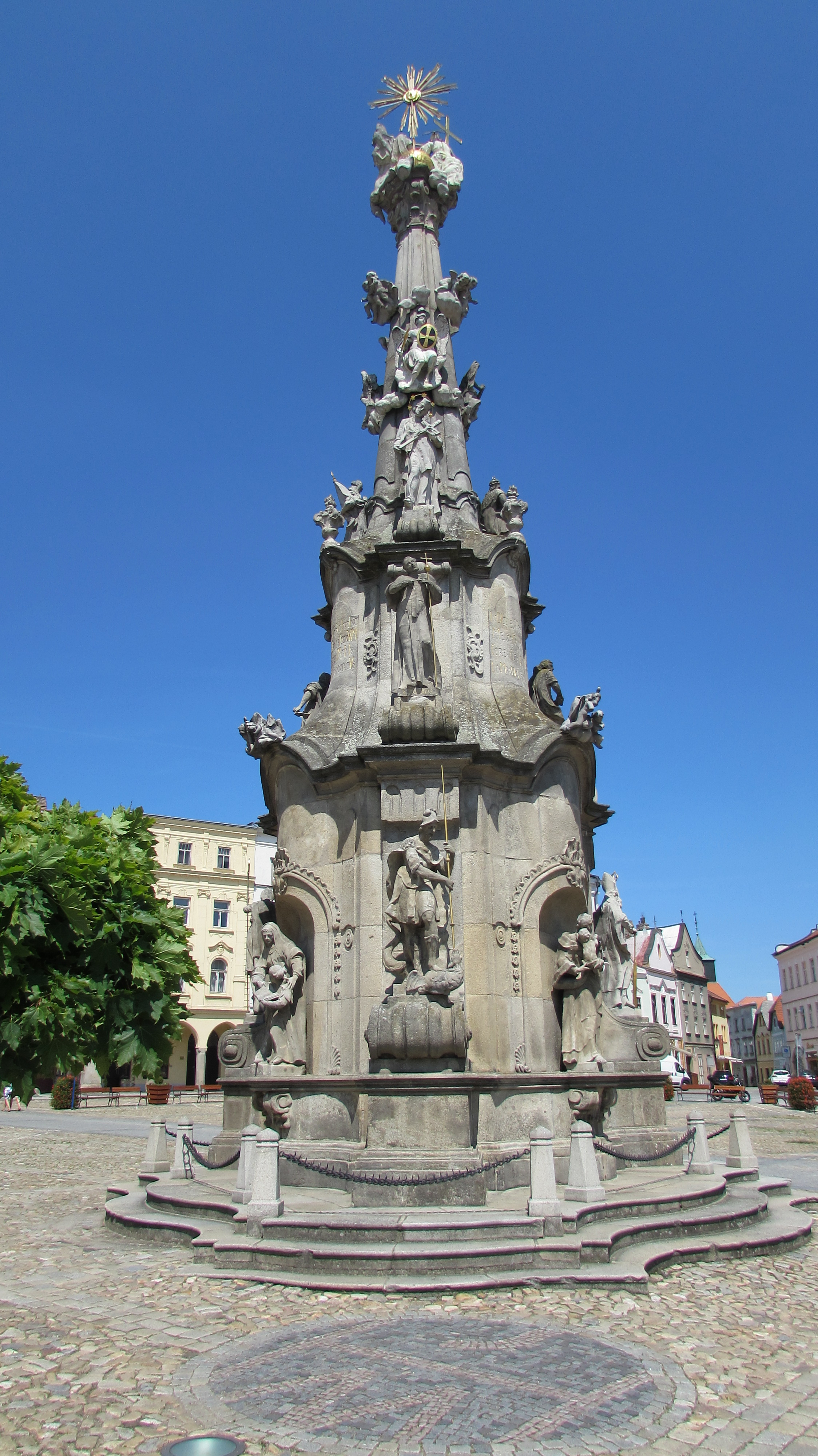
西南侧
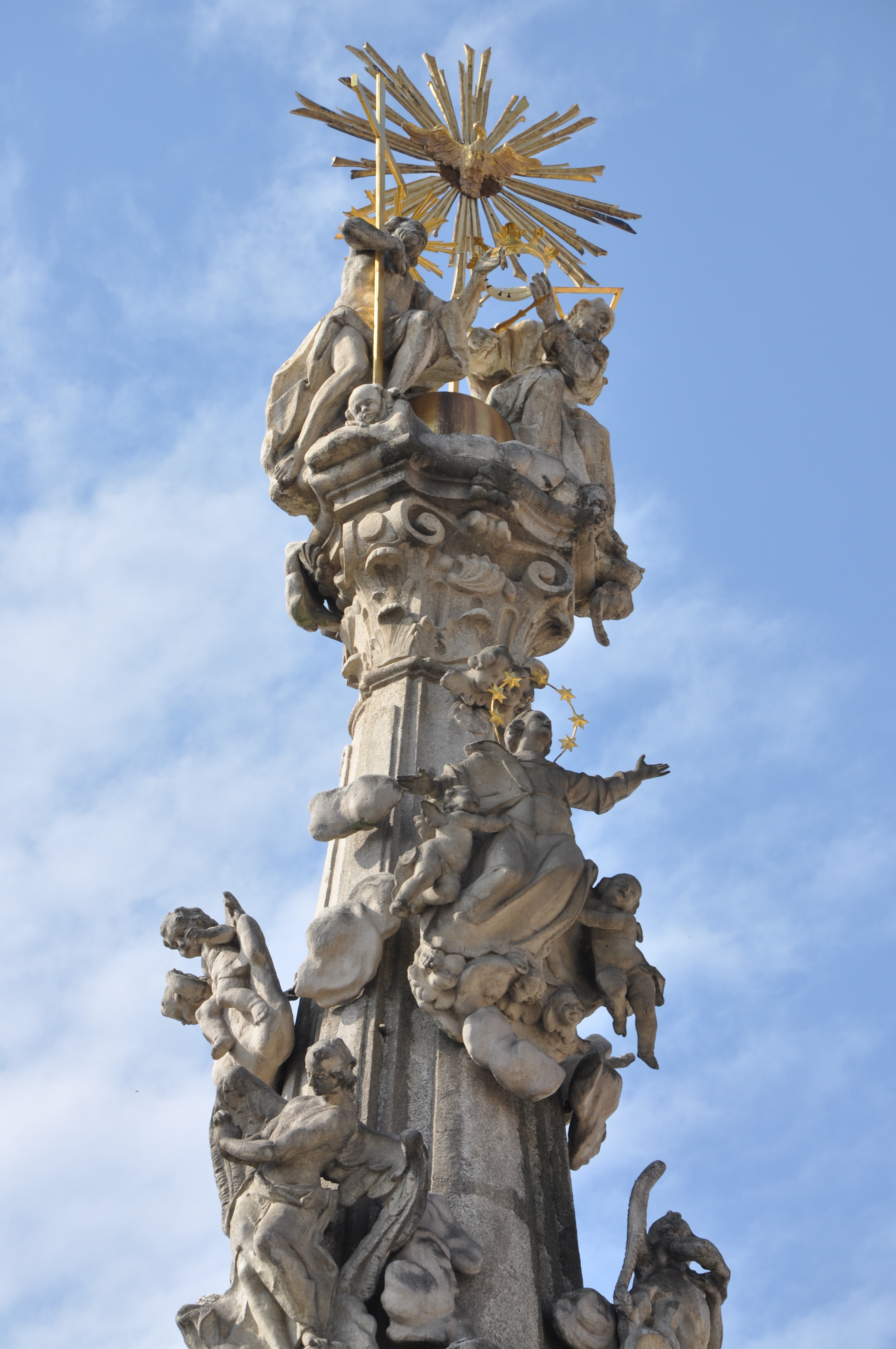
立柱顶部，天主圣三为圣母玛利亚加冕

## 圣徒雕像
北侧（自上而下）
- 圣福里安–火灾的主保
- 圣依玻里多——赫拉德茨的主保
- 圣普高波——捷克的主保

东南侧
- 圣文策老

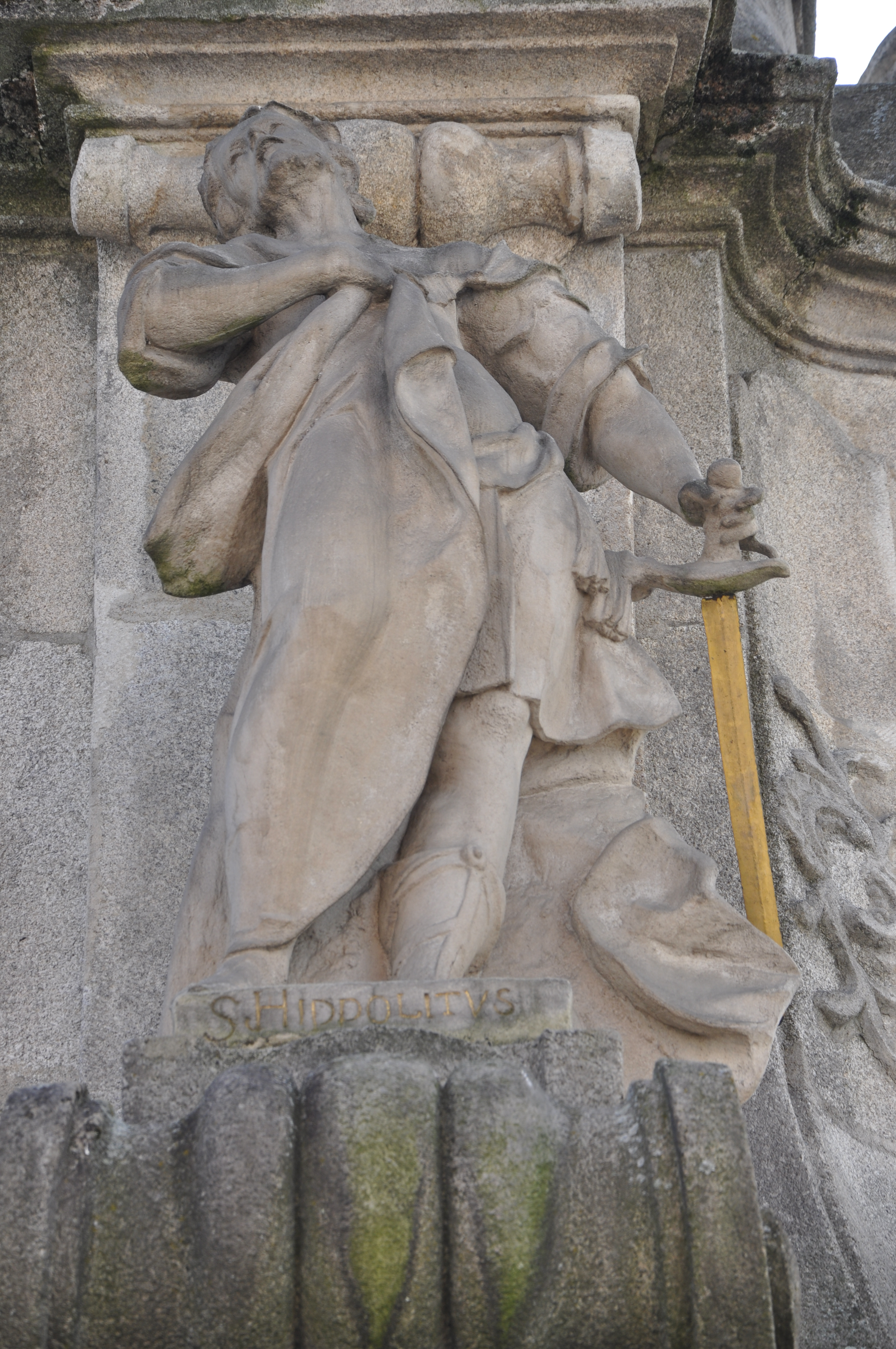
圣依玻里多
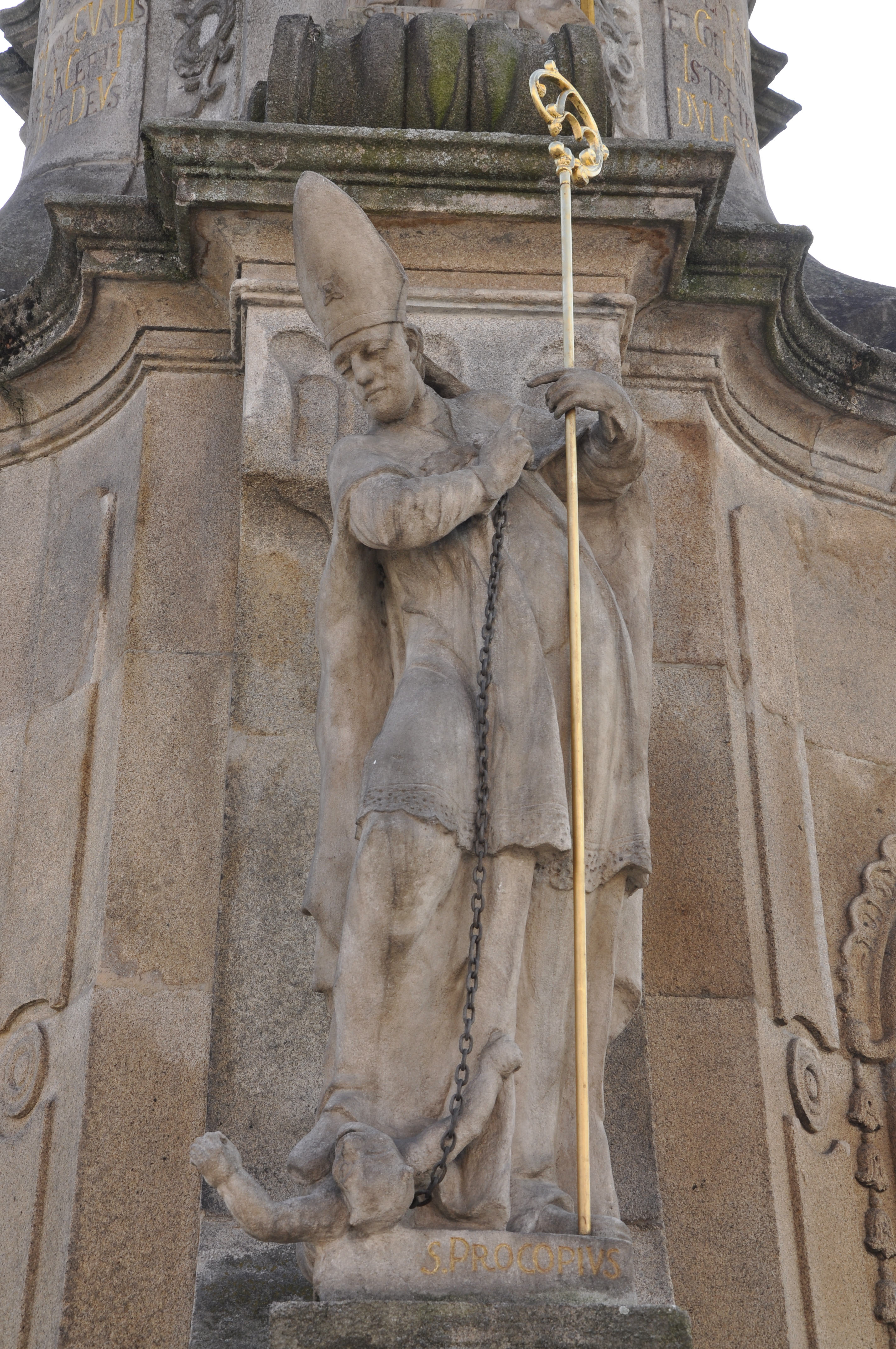
圣普高波
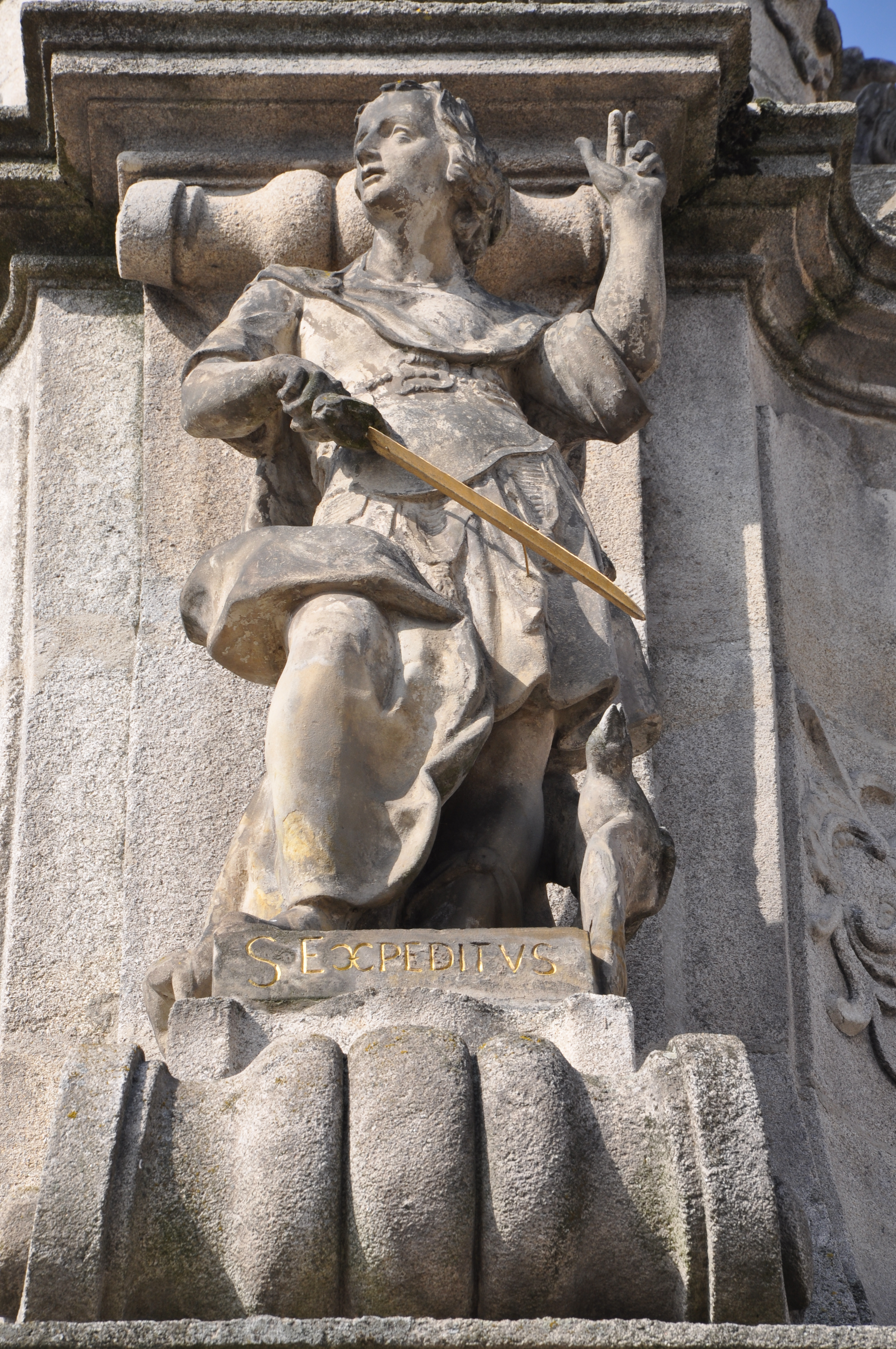
圣依伯狄德–邮政服务的主保
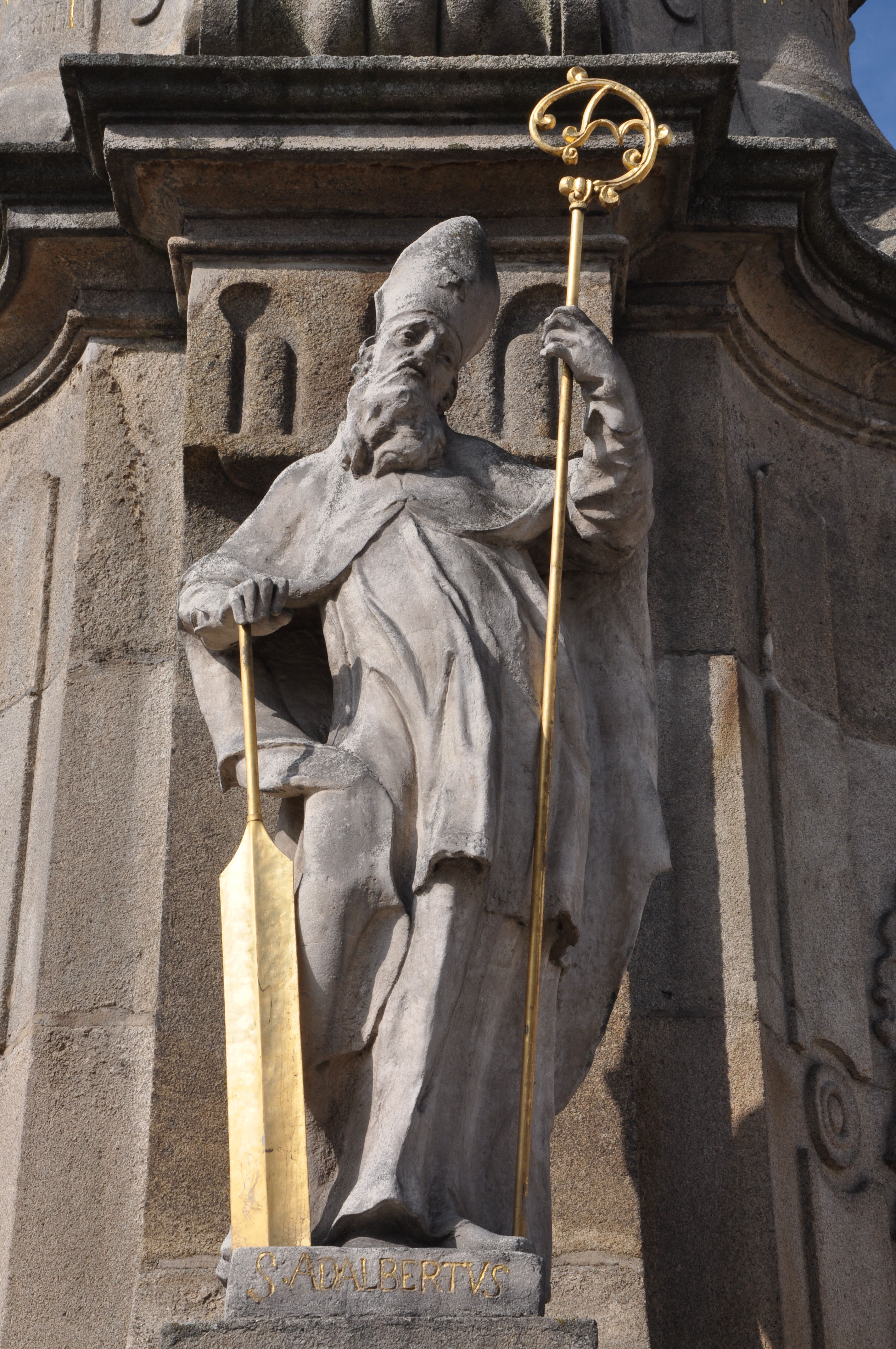
圣亚德伯
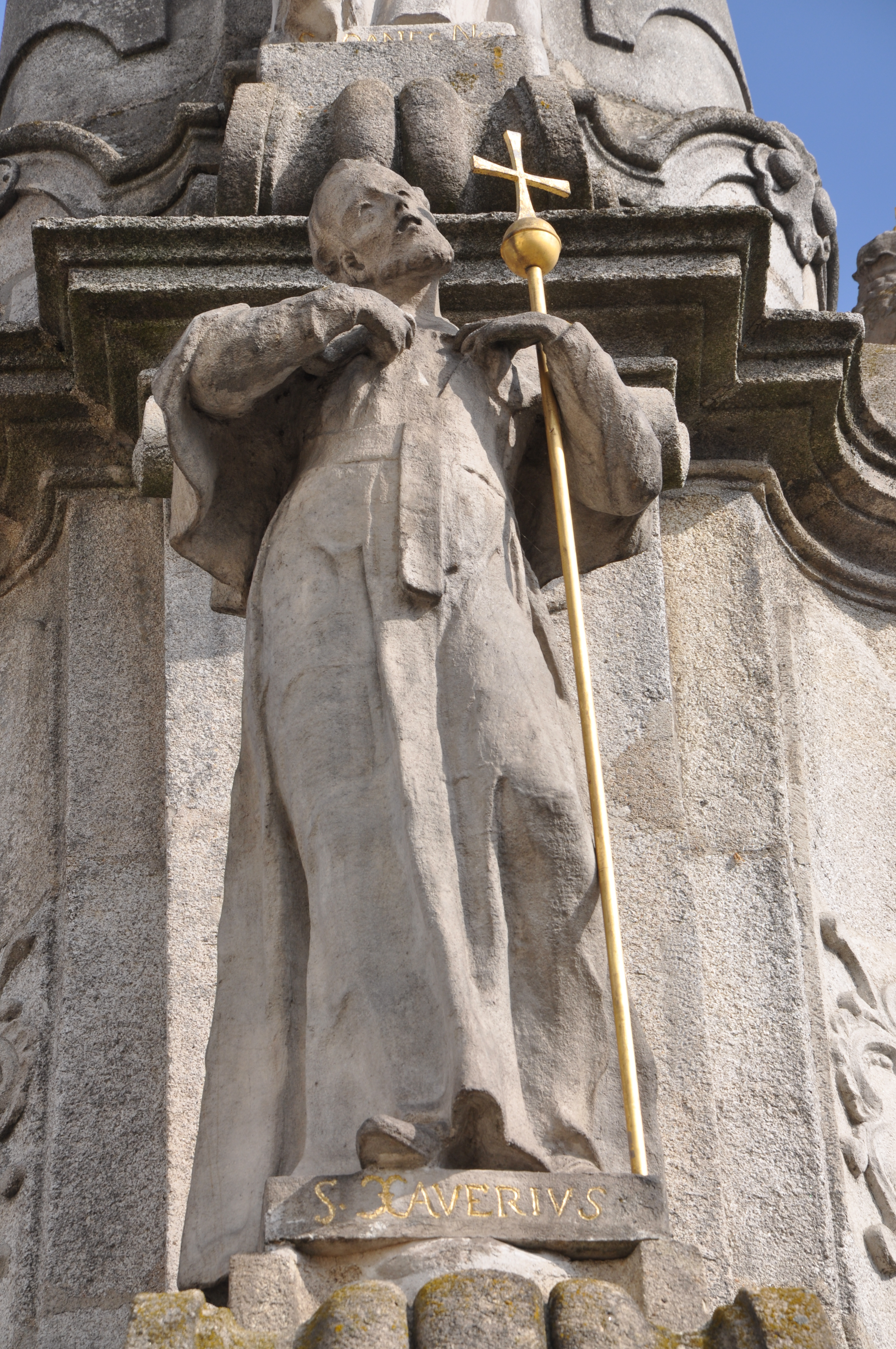
圣方济各沙勿略
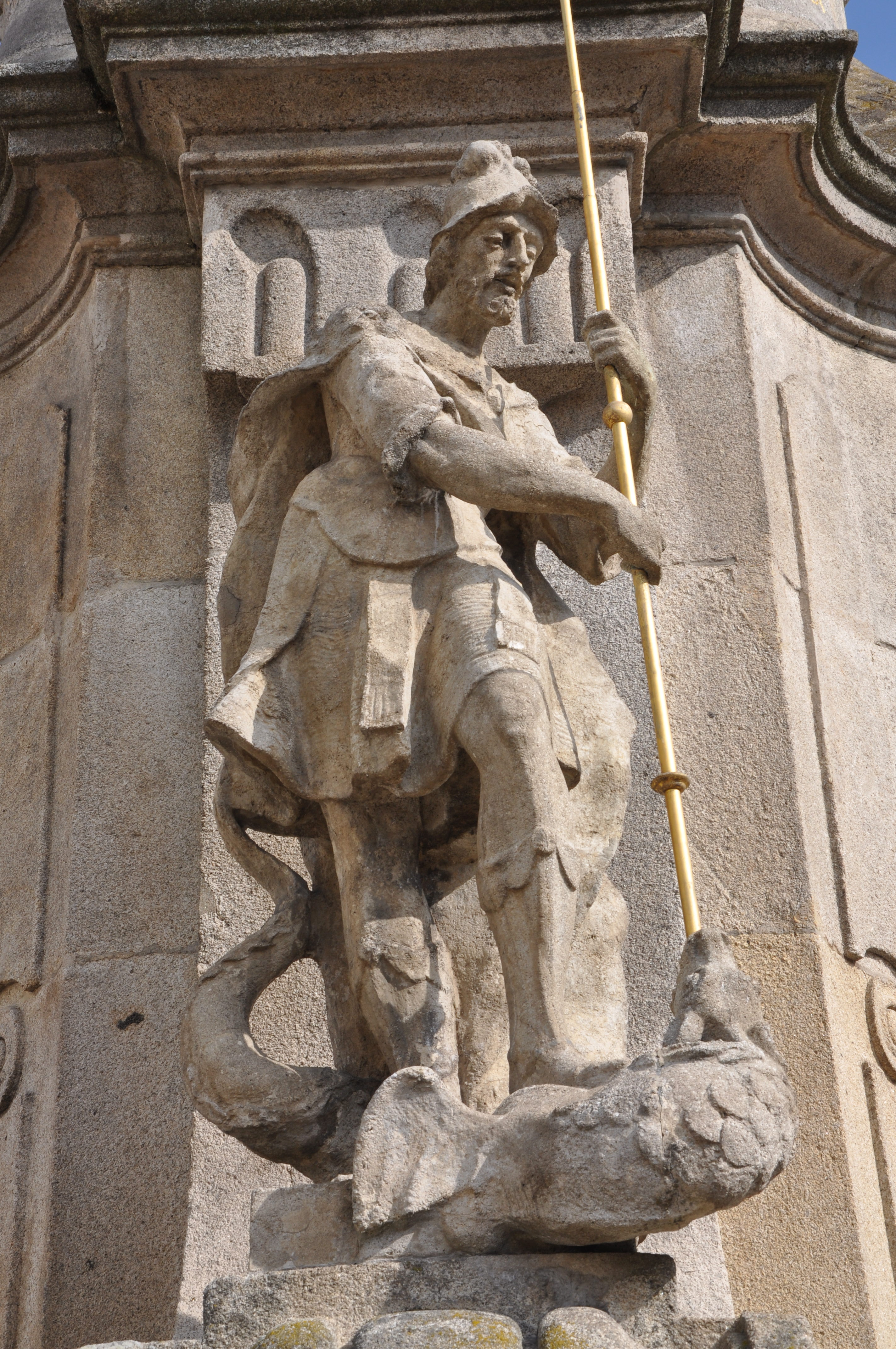
圣乔治
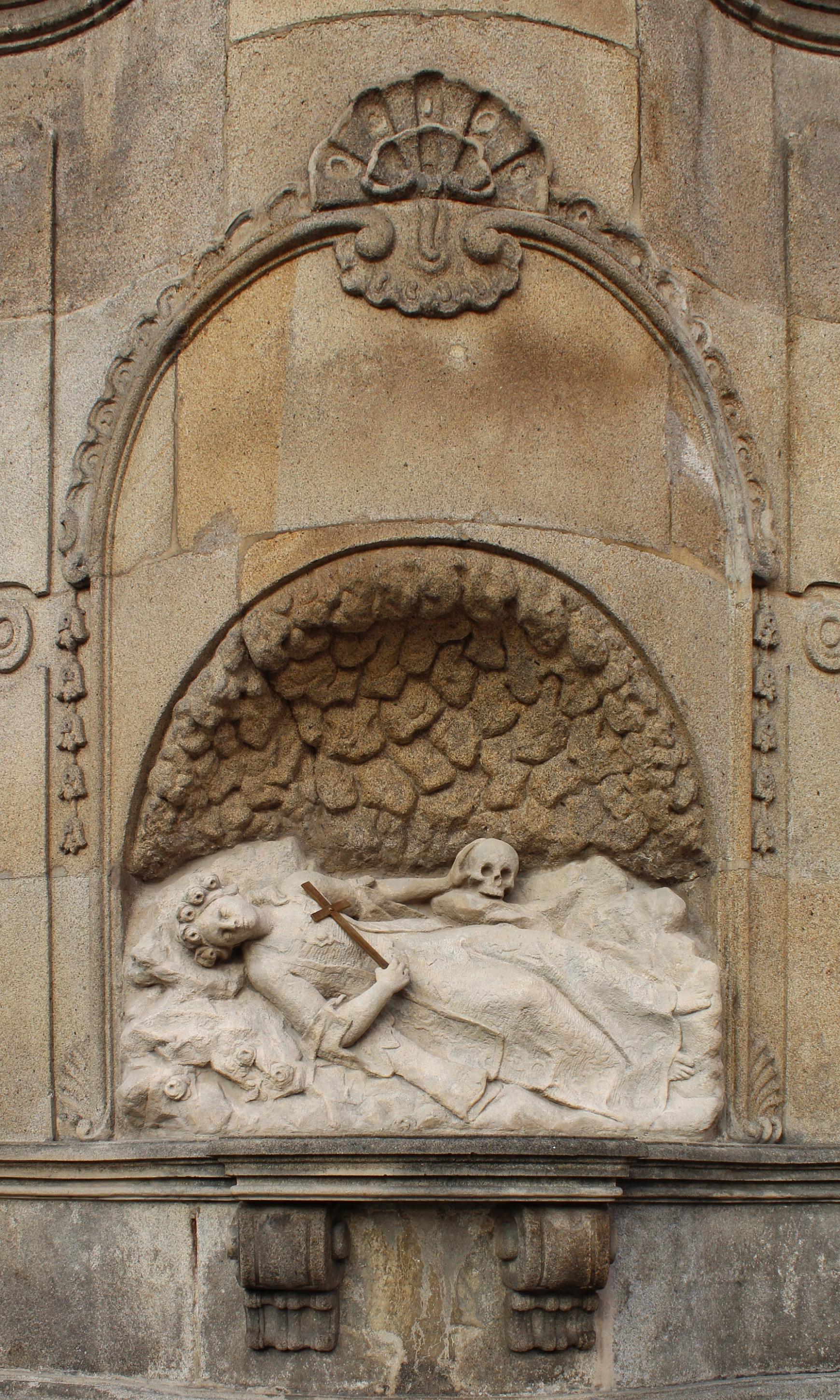
圣洛沙利亚
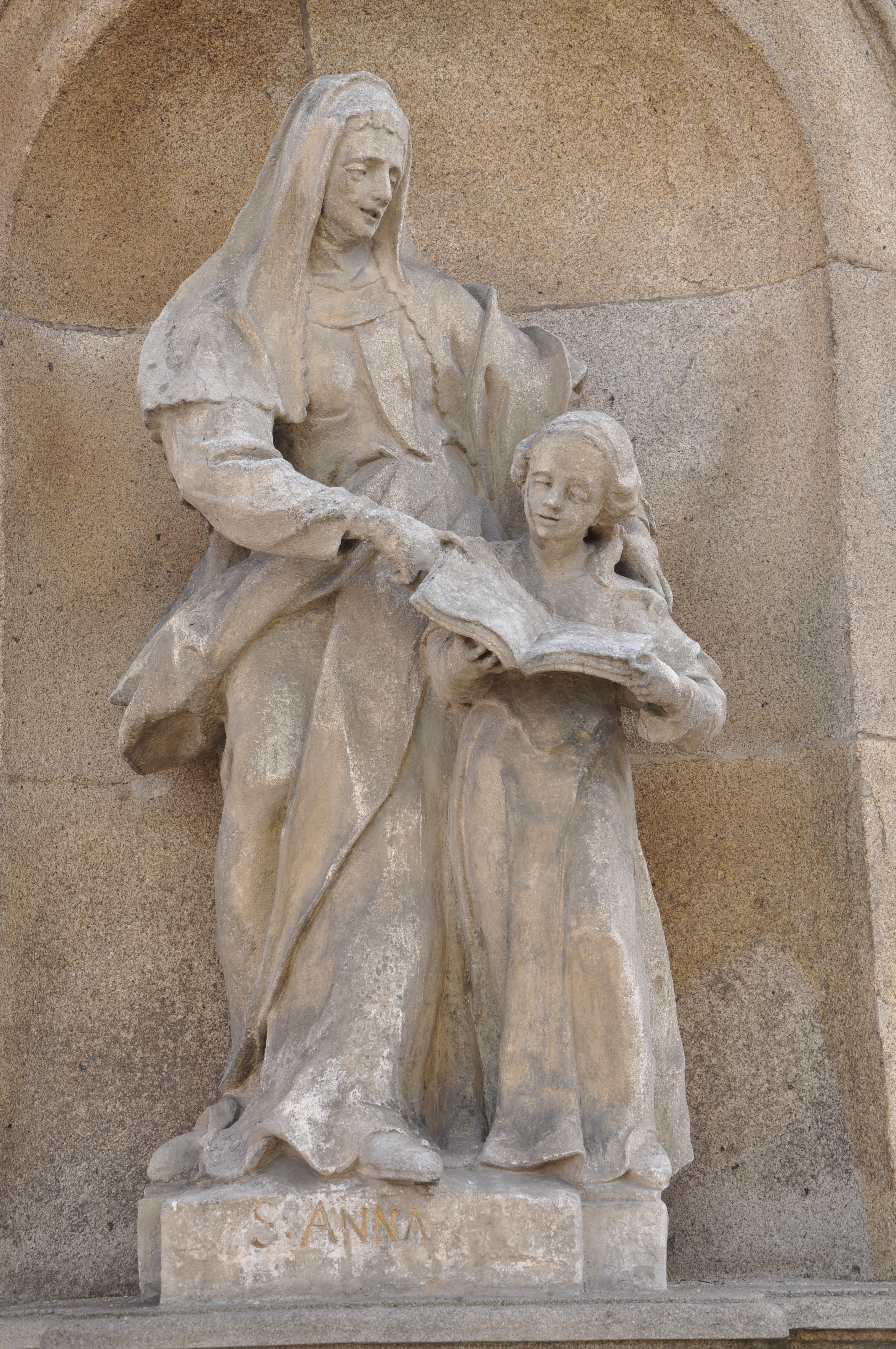
圣亚纳与圣母玛利亚
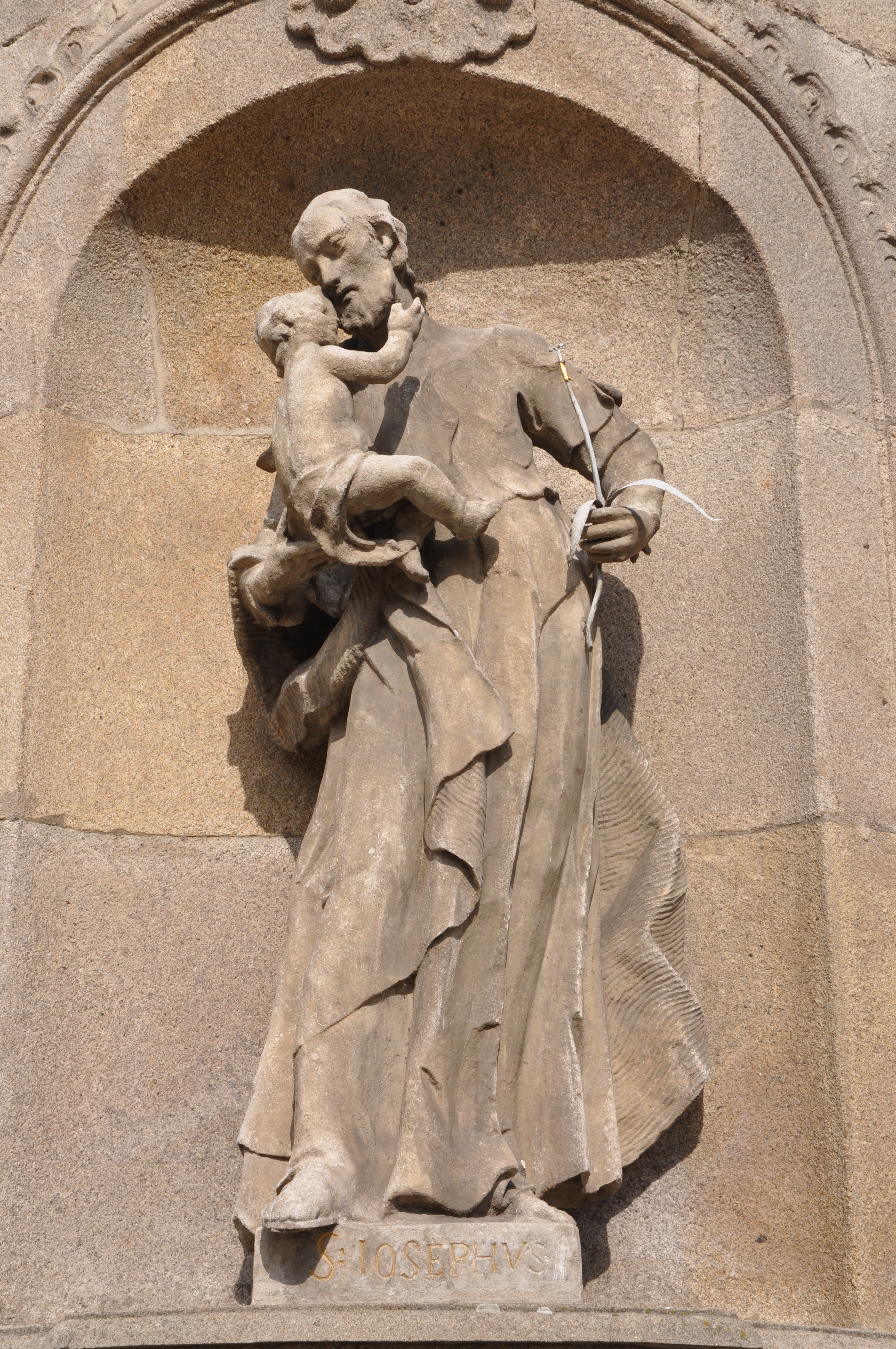
圣若瑟与耶稣

西南侧
- 臬玻穆的若望
- 圣方济各沙勿略 – 耶稣会的主保
- 圣乔治——反对异端的战士

下部壁龛
- 圣洛沙利亚 –瘟疫的主保
- 圣亚纳与圣母玛利亚
- 圣若瑟与耶稣

- 圣依玻里多
- 圣普高波
- 圣依伯狄德
- 圣亚德伯
- 圣方济各沙勿略
- 圣乔治
- 圣洛沙利亚
- 圣亚纳与圣母玛利亚
- 圣若瑟与耶稣